# Pakistanische Cricket-Nationalmannschaft in England in der Saison 2024
Die Tour der pakistanischen Cricket-Nationalmannschaft nach England in der Saison 2024 fand vom 22. bis zum 30. Mai 2024 statt. Die internationale Cricket-Tour war Bestandteil der Internationalen Cricket-Saison 2024 und umfasste vier Twenty20s. England gewann die Serie 2–0.

## Vorgeschichte
Pakistan bestritt zuvor eine Tour in Irland, für England ist es die erste Tour in der Saison. Die Tour findet in direkter Vorbereitung für die ICC Men’s T20 World Cup 2024 statt. Das letzte Aufeinandertreffen der beiden Mannschaften bei einer Tour fand in der Saison 2022/23 in Pakistan statt.

## Stadion
Die folgenden Stadien wurde für die Tour als Austragungsorte vorgesehen.
| Stadion                  | Stadt      | Kapazität | Spiele |
| ------------------------ | ---------- | --------- | ------ |
| Edgbaston Cricket Ground | Birmingham | 24.803    | 2. T20 |
| Sophia Gardens           | Cardiff    | 15.643    | 3. T20 |
| Headingley Stadium       | Leeds      | 17.000    | 1. T20 |
| The Oval                 | London     | 23.500    | 4. T20 |

## Kaderlisten
England benannte seinen Kader am 20. April 2024.
Pakistan benannte seinen Kader am 2. Mai 2024.
| Twenty20 | Twenty20 |
| England | Pakistan |
| --- | --- |
| - Jos Buttler (K, wk) - Moeen Ali (VK) - Jofra Archer - Jonny Bairstow (wk) - Harry Brook - Sam Curran - Ben Duckett - Tom Hartley - Will Jacks - Chris Jordan - Liam Livingstone - Adil Rashid - Phil Salt (wk) - Reece Topley - Mark Wood | - Babar Azam (K) - Abbas Afridi - Abrar Ahmed - Azam Khan (wk) - Fakhar Zaman - Haris Rauf - Hasan Ali - Irfan Khan - Iftikhar Ahmed - Imad Wasim - Mohammad Amir - Mohammad Rizwan (wk) - Naseem Shah - Saim Ayub - Salman Ali Agha - Shadab Khan - Shaheen Afridi - Usman Khan |

## Twenty20 Internationals

### Erstes Twenty20 in Leeds
| 22. Mai Scorecard | Leeds | England        | – | Pakistan |
|                   |       | Spiel abgesagt |   |          |

Spiel wurde auf Grund von Regenfällen abgesagt.

### Zweites Twenty20 in Birmingham
| 25. Mai Scorecard | Birmingham | England 183-7 (20)          | – | Pakistan 160 (19.2) |
|                   |            | England gewinnt mit 23 Runs |   |                     |

Pakistan gewann den Münzwurf und entschied sich als Feldmannschaft zu beginnen. Für England bildeten die Eröffnungs-Batter Phil Salt und Jos Buttler eine Partnerschaft. Salt schied nach 13 Runs aus und ihm folgten Will Jacks mit 37 und Jonny Bairstow mit 21 Runs. Buttler erreichte ein Fifty über 84 Runs, bevor Jofra Archer mit 12* Runs das Innings beendete und die Vorgabe auf 184 Runs setzte. bester pakistanischer Bowler war Shaheen Afridi mit 3 Wickets für 36 Runs. Die pakistanischen Eröffnungs-Batter verloren früh ihre Wickets, woraufhin Babar Azam und Fakhar Zaman eine Partnerschaft. Azam gelangen 32 Runs und der ihm folgende Azam Khan 11 Runs. Daraufhin kam Iftikhar Ahmed aufs Feld und Zaman schied nach 45 Runs aus. Für ihn folgte Imad Wasim und nachdem Ahmed nach 23 Runs ausschied, verlor auch Wasim nach 22 Runs sein Wicket. Jedoch konnten die verbliebenen Batter die Vorgabe nicht gefährden. Bester englischer Bowler war Reece Topley mit 3 Wickets für 41 Runs. Als Spieler des Spiels wurde Jos Buttler ausgezeichnet.

### Drittes Twenty20 in Cardiff
| 28. Mai Scorecard | Cardiff | England  | – | Pakistan |
|                   |         | Abgesagt |   |          |

Spiel wurde auf Grund von Regenfällen abgesagt.

### Viertes Twenty20 in London
| 30. Mai Scorecard | London (Oval) | Pakistan 157 (19.5)           | – | England 158-3 (15.3) |
|                   |               | England gewinnt mit 7 Wickets |   |                      |

England gewann den Münzwurf und entschied sich als Feldmannschaft zu beginnen. Für Pakistan bildeten die Eröffnungs-Batter Mohammad Rizwan und Babar Azam eine Partnerschaft. Azam erreichte 36 und Rizwan 23 Runs, woraufhin Usman Khan ins Spiel kam. Nachdem er eine Partnerschaft mit Iftikhar Ahmed geformt hatte, schied Khan nach 38 Runs aus. Ahmed fand mit Naseem Shah einen weiteren Partner, bevor auch er nach 21 Runs sein wicket verlor. Shah folgte kurz darauf nach 16 Runs und so endete das Innings mit einer Vorgabe von 158 Runs für England. Beste englische Bowler mit jeweils zwei Wickets waren Liam Livingstone (für 17 Runs), Adil Rashid (für 27 Runs) und Mark Wood (für 35 Runs). Für England formten die Eröffnungs-Batter Phil Salt und Jos Buttler eine Partnerschaft. Salt erreichte 45 Runs und wurde gefolgt durch Will Jacks. Buttler konnte 39 Runs erzielen und nachdem Jonny Bairstow aufs Feld kam, verlor auch Jacks sein Wicket nach 20 Runs. Bairstow (28* Runs) konnte daraufhin zusammen mit Harry Brook (17* Runs) im 16. Over die Vorgabe einholen. Bester pakistanischer Bowler war Haris Rauf mit 3 Wickets für 38 Runs. Als Spieler des Spiels wurde Adil Rashid ausgezeichnet.

## Auszeichnungen

### Player of the Series
Als Player of the Series wurden der folgende Spieler ausgezeichnet.
| Serie   | Player of the Series |
| ------- | -------------------- |
| Tweny20 | Jos Buttler          |

### Player of the Match
Als Player of the Match wurden die folgenden Spieler ausgezeichnet.
| Spiel       | Player of the Match |
| ----------- | ------------------- |
| 1. Twenty20 | –                   |
| 2. Twenty20 | Jos Buttler         |
| 3. Twenty20 | –                   |
| 4. Twenty20 | Adil Rashid         |